# Saint-Sixte, Lot-et-Garonne
Saint-Sixte är en kommun i departementet Lot-et-Garonne i regionen Nouvelle-Aquitaine i sydvästra Frankrike. Kommunen ligger i kantonen Astaffort som tillhör arrondissementet Agen. År 2022 hade Saint-Sixte 356 invånare.

## Befolkningsutveckling
Antalet invånare i kommunen Saint-Sixte
| Referens: INSEE |